# Timothy Jenkins (Politiker)

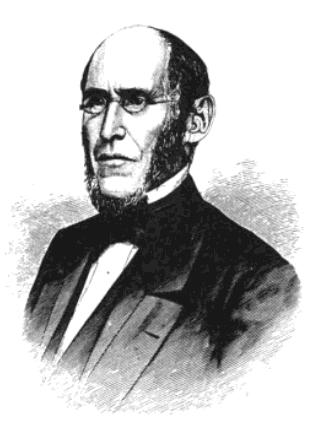
Timothy Jenkins

Timothy Jenkins (* 29. Januar 1799 in Barre, Massachusetts; † 24. Dezember 1859 in Martinsburg, New York) war ein US-amerikanischer Jurist und Politiker. Zwischen 1845 und 1849 sowie zwischen 1851 und 1853 vertrat er den Bundesstaat New York im US-Repräsentantenhaus.

## Werdegang
Timothy Jenkins wurde Ende des 18. Jahrhunderts im Worcester County (Massachusetts) geboren. 1817 lebte er im Washington County (New York). Jenkins verfolgte eine akademische Laufbahn. Er studierte Jura. Nach dem Erhalt seiner Zulassung als Anwalt 1825 begann er in Oneida Castle zu praktizieren. Er zog 1832 nach Vernon. Zwischen 1838 und 1845 vertrat er die Oneida als Attorney bei ihren Vertragsverhandlungen mit dem Staat New York. Daneben war er zwischen 1840 und 1845 als Bezirksstaatsanwalt (district attorney) vom Oneida County tätig.
Politisch gehörte er der Demokratischen Partei an. Bei den Kongresswahlen des Jahres 1844 für den 29. Kongress wurde Jenkins im 20. Wahlbezirk von New York in das US-Repräsentantenhaus in Washington, D.C. gewählt, wo er am 4. März 1845 die Nachfolge von Levi D. Carpenter antrat. Er wurde einmal wiedergewählt. Bei seiner zweiten Wiederwahlkandidatur im Jahr 1848 erlitt er eine Niederlage und schied nach dem 3. März 1849 aus dem Kongress aus. Er kandidierte 1850 im 20. Wahlbezirk von New York für den 31. Kongress. Nach einer erfolgreichen Wahl trat er am 4. März 1851 die Nachfolge von Orsamus B. Matteson an. Bei seiner Wiederwahlkandidatur im Jahr 1852 erlitt er eine Niederlage und schied nach dem 3. März 1853 aus dem Kongress aus. Während seiner letzten Amtszeit hatte er den Vorsitz über das Committee on Private Land Claims.
Nach seiner Kongresszeit nahm er 1856 als Delegierter an der Republican National Convention in Philadelphia teil und wurde danach ein Republikaner. Er verstarb am 24. Dezember 1859 in Martinsburg und wurde dann auf dem Stadtfriedhof von Oneida Castle beigesetzt.